# 대하돌라
대하돌라(大賀咄羅, 생몰년 미상)는 거란(契丹)의 추장(酋長)이다. 무덕(武德) 2년 (619년) 나예(羅藝)가 지키던 평주(平州)를 침략(侵略)하였으며, 무덕(武德) 6년 (623년) 장안(長安)으로 사신(使臣)을 보내어 명마와 좋은 담비(淡妃)를 바쳤다. 하지만 당나라(唐羅羅)가 아닌 돌궐(突厥)의 일릭 카간(伊利可汗)을 섬겼으며, 사후 대하마회(大賀摩會)가 뒤를 이었다.

## 가계
- 아버지 : 대하씨(大賀氏)
- 어머니 : 미상(未詳)
  - 국왕 : 대하돌라(大賀咄羅)
  - 부인 : 미상(未詳)
    - 아들 : 대하마회(大賀摩會)
    - 며느리 : 미상(未詳)

## 참고 문헌
- 《구당서(舊唐書)》
- 《신당서(新唐書)》